# Kūcheh Ţalā
Kūcheh Ţalā (persiska: كوچه طلا) är en ort i Iran.   Den ligger i provinsen Kurdistan, i den nordvästra delen av landet, 400 km väster om huvudstaden Teheran. Kūcheh Ţalā ligger 1 749 meter över havet och antalet invånare är 229.
Terrängen runt Kūcheh Ţalā är kuperad.Runt Kūcheh Ţalā är det ganska glesbefolkat, med 28 invånare per kvadratkilometer. Närmaste större samhälle är Qaplān Tū, 18,4 km sydväst om Kūcheh Ţalā. Trakten runt Kūcheh Ţalā består i huvudsak av gräsmarker.